# Джирішу-де-Кріш
Джирішу-де-Кріш (рум. Girișu de Criș) — село у повіті Біхор в Румунії. Адміністративний центр комуни Джирішу-де-Кріш.
Село розташоване на відстані 445 км на північний захід від Бухареста, 12 км на захід від Ораді, 143 км на захід від Клуж-Напоки.

## Населення
За даними перепису населення 2002 року у селі проживали 1255 осіб.
Національний склад населення села:
| Національність | Кількість осіб | Відсоток |
| -------------- | -------------- | -------- |
| румуни         | 1113           | 88,7%    |
| цигани         | 100            | 8,0%     |
| угорці         | 41             | 3,3%     |

Рідною мовою назвали:
| Мова      | Кількість осіб | Відсоток |
| --------- | -------------- | -------- |
| румунська | 1217           | 97,0%    |
| угорська  | 37             | 2,9%     |